# Ksilomanan
Ksilomanan je novo odkrita molekula z delovanjem proti zmrzovanju, ki so jo našli v aljaškem hrošču vrste Upis ceramboides. Za razliko od protizmrzovalnih proteinov, ki jih najdemo v različnih živih bitjih, ksilomanan ni beljakovina, ampak kombinacija sladkorja (ogljikovega hidrata) in maščobne kisline, kakršno najdemo v celičnih membranah. Njegova naloga pa je, da skrbi, da voda, ki je prisotna v celicah aljaškega hrošča ne zmrzne pri nizkih temperaturah, saj bi to povzročilo smrt.
Znanstveniki, ki so sodelovali pri projektu, so odkrili, da začne žival uporabljati ta »antifriz« že pri temperaturi -7 stopinj Celzija, preživi pa lahko celo pri -140 stopinjah.
Zaenkrat še ni znano, ali je molekula prisotna še v katerem od drugih organizmov in kako točno deluje.